# Yamaha YM2151

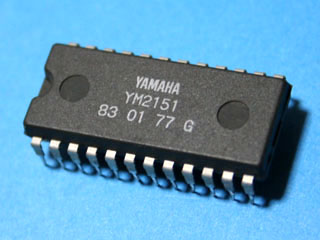
Микросхема Yamaha YM2151, год выпуска 1983

YM2151, также известная как OP-M (сокращение от FM Operator Type-M) — электронный компонент, микросхема звукогенератора, разработанная компанией Yamaha в 1980-х годах. Была первым однокристальным FM-синтезатором этой компании. Использовалась в некоторых недорогих моделях цифровых пианино и синтезаторов Yamaha, таких как YPR-7/8/9, DX-21, DX-27, DX-100. Является близким аналогом микросхемы YM2164, следующей микросхемы в серии YM21xx, с незначительными различиями.
Помимо синтезаторов, YM2151 использовалась в игровых автоматах. В 1984 году компания Atari приобрела права на использование этой микросхемы в качестве компонента для своих игровых автоматов (однако, Yamaha не предоставляла Atari таких прав для бытовых компьютеров). Первой игрой, использующей YM2151, стала Marble Madness. Впоследствии права на использование микросхемы приобрели также компании Sega, Konami, Namco, и некоторые другие. Последней известной игрой, использующей эту микросхему, является Mang-Chi (Afega, 2000). За период с 1984 по 2000 год YM2151 была применена в нескольких сотнях различных игровых автоматов.